# Trans O'Higgins
Trans O'Higgins es un sistema de transporte público con centro en la ciudad de Rancagua, capital de la Región de O'Higgins, y que funciona tanto dentro de ella como con las ciudades aledañas.

## Historia
El origen del sistema se remonta al 25 de octubre de 2004, cuando se inició el proceso de Licitación de Vías de la ciudad de Rancagua, el cual buscaba ordenar los distintos servicios existentes entonces. Desde su implementación, se crearon 19 líneas para la conurbación de Rancagua y sus zonas aledañas.
A fines de 2010 se tenía planeado convocar a una nueva licitación. No obstante, esta no se realizó debido al reestudio de medidas orientadas a mejorar la calidad de servicio, entre otros motivos planteados por las autoridades de la época.
En mayo de 2024, una flota de buses eléctricos de la marca china Zhong Tong fue entregada por el presidente Gabriel Boric, dentro del plan de ampliación de buses eléctricos a lo largo de Chile.
Con el tiempo, Trans O'Higgins se ha consolidado como un sistema de transporte público fundamental para la región de O'Higgins. La incorporación de buses eléctricos y la constante búsqueda de mejoras en la infraestructura y la tecnología son muestra del compromiso de las empresas en conjunto con el Estado por ofrecer un servicio de transporte público cada vez más eficiente y sostenible.

## Estructura
Desde la implementación del plan de transporte Trans O'Higgins en el año 2004, existe una división de los tipos de transporte: los buses o autobuses rojos que sirven para los viajes urbanos de la ciudad, y los buses o autobuses verdes que son para los viajes de tipo rural o intercomunal. Los autobuses verdes son el puntal de transporte con las comunas que componen la conurbación Rancagua, aunque los servicios llegan a localidades ubicadas fuera del mismo.
El sistema de transporte se basa en autobuses llamados localmente micros. El parque de transporte consiste mayoritariamente de microbuses de capacidad media.

### Sistema de pagos
El sistema de boletos en Trans O'Higgins ha experimentado una notable evolución en los últimos años, buscando mejorar la experiencia de los usuarios y optimizar la gestión del transporte público en la región.
- Boletos impresos: La región cuenta con una amplia variedad de empresas de buses, cada una con su propio sistema de boletos impresos. Esto puede generar cierta complejidad para los usuarios, especialmente para aquellos que utilizan diferentes líneas con frecuencia. Diversas colecciones limitadas tematizadas con fechas de relevancia en la ciudad, hacen de estos boletos los hacen una pieza de colección.

- Boleto Electrónico: La mayoría de las empresas de buses en Trans O'Higgins han adoptado un sistema de boletos electrónicos, lo que permite obtener datos georeferenciados y por tipo de usuario. Esto facilita la planificación de rutas, la identificación de patrones de uso y la mejora de los servicios. Al día de hoy todas las líneas de buses urbanas dan este tipo de boleto.

- TNE: Los estudiantes pueden utilizar su Tarjeta Nacional Estudiantil (TNE) para pagar el pasaje en algunas empresas, lo que representa un beneficio adicional para este grupo de usuarios.

- Bipay: Algunas empresas han implementado el sistema de pago Bipay, lo que permite a los usuarios recargar saldo en sus tarjetas y pagar el pasaje de forma más ágil..[6] A contar desde el 29 de agosto del presente año se adoptara esta tarjeta para hacer el pago de tarifa.

### Principales fabricantes
La flota de Trans O'Higgins es un reflejo de la constante evolución del transporte público en Chile. A lo largo de los años, diversos fabricantes de buses han dejado su huella en las calles de la región, aportando vehículos con distintas características y tecnologías. Dentro de las empresas fabricantes más usadas están:
- Metalpar
- Mercedes-Benz
- Inrecar
- Neobus
- Comil
- Zhongtong Bus

## Recorridos urbanos
En Rancagua hay seis líneas de autobús que transitan a través de cada uno de los sectores de la ciudad (Circunvalación, Isabel Riquelme, Cachapoal, Manzanal, Buses 25 y Cordillera Bus). Todos estos buses o autobuses son de color rojo, y las rutas de autobús se señalan en la parte superior del parabrisas con colores y números diferentes.
La totalidad de buses urbanos que circulan por Rancagua (a julio de 2025), son de 195 buses.
| Servicio | Línea            | Tramo              | Empresa a cargo                                              | Flota | Color de buses                         |
| -------- | ---------------- | ------------------ | ------------------------------------------------------------ | ----- | -------------------------------------- |
| 100      | Expreso Rancagua | Circunvalación     | Buses Wilson Rivas Vargas E.I.R.L.                           | 46    | Rojo, gris oscuro, gris claro y blanco |
| 200      | Isabel Riquelme  | Norte - Sur        | A.G. de Empresarios de Taxibuses Isabel Riquelme de Rancagua | 23    | Rojo, gris oscuro, gris claro y blanco |
| 300      | Cachapoal        | Sur - Poniente     | A.G. de Taxibuses Cachapoal de Rancagua                      | 42    | Rojo, gris oscuro, gris claro y blanco |
| 400      | Manzanal         | Norte - Oriente    | Buses Manzanal A.G.T                                         | 45    | Rojo, gris oscuro, gris claro y blanco |
| 500      | 25 de Febrero    | Norte - Poniente   | Transportes 25 de Febrero Ltda.                              | 10    | Rojo, gris oscuro, gris claro y blanco |
| 600      | Cordillera Bus   | Oriente - Poniente | Empresa de Transportes Cordillera Bus S.A.                   | 29    | Rojo, gris oscuro, gris claro y blanco |

- Información sacada desde página web nacional al día 2 de agosto

## Recorridos rurales
Hacia y desde las áreas cercanas a Rancagua existen trece líneas de buses que transitan a través de cada uno de los sectores de la región (San Francisco-Rancagua, Graneros-Rancagua, Oriente-Norte, Machalí-Rancagua, Coya-Rancagua, Vía Rural 5 Sur Quinta de Tilcoco, Vía Rural 5 Sur San Vicente de Tagua Tagua, Vía Rural 5 Sur San Fernando, Coinco-Rancagua, Olivar-Rancagua, Sextur - Lago Rapel, Las Cabras-Rancagua y Rojo Norte). Todos estos autobuses son verdes y gris de acuerdo a la licitación, y sus rutas se señalan en la parte superior del parabrisas con colores y números diferentes. Estos autobuses empiezan sus viajes del Terminal Rodoviario de Rancagua localizado en el calle Dr. José Antonio Salinas en Rancagua.
| 700  | Machalí - Rancagua (Hace algunos días que varias máquinas tienen UN 700 dejando atrás la 4000) |
| 1000 | San Francisco - Rancagua                                                                       |
| 2000 | Graneros - Rancagua                                                                            |
| 3000 | Oriente - Norte                                                                                |
| 5000 | Coya - Rancagua                                                                                |
| 6000 | Vía Rural 5 Sur Quinta de Tilcoco                                                              |
| 7000 | Vía Rural 5 Sur San Vicente de Tagua Tagua                                                     |

| 8000  | Vía Rural 5 Sur San Fernando |
| 9000  | Coinco - Rancagua            |
| 10000 | Olivar - Rancagua            |
| 11000 | Sextur - Lago Rapel          |
| 12000 | Las Cabras - Rancagua        |
| 13000 | Rancagua Rural               |

Hay que recordar que casi todas las líneas de buses rurales han cambiado sus colores de buses dejando fuera los colores verdes, blanco y gris.